# 南长街街道
南长街街道，是中华人民共和国河北省邢台市襄都区下辖的一个乡镇级行政单位。

## 行政区划
南长街街道下辖以下地区：
东关社区、黄家园社区、北长村社区、北关街社区、黄园社区、东关一社区、东关二社区、中北社区、红星东社区和顺德东社区。